# دوغلاس غرولي
دوغلاس غرولي (بالبرتغالية: Douglas Grolli) (5 أكتوبر 1989 في البرازيل - ) هو لاعب كرة قدم برازيلي في مركزي قلب الدفاع والدفاع. لعب مع غريميو بورتو أليغرينزي ونادي بونتي بريتا ونادي ساو كايتانو ونادي شابيكوينسي ونادي كروزيرو ونادي لوندرينا.

## روابط خارجية
- دوغلاس غرولي على موقع رابطة كرة القدم اليابانية للمحترفين (اليابانية)
- دوغلاس غرولي على موقع قاعدة بيانات كرة القدم.إي يو (الإنجليزية)
- دوغلاس غرولي على موقع Soccerway.com (الإنجليزية)
- دوغلاس غرولي على موقع عالم كرة القدم.نت (الإنجليزية)
- دوغلاس غرولي على موقع AS.com (الإسبانية)